# Медовка білочерева
Медо́вка білочерева (Glycifohia notabilis) — вид горобцеподібних птахів родини медолюбових (Meliphagidae). Ендемік Вануату.

## Підвиди
Виділяють два підвиди:
- G. n. notabilis (Sharpe, 1899) — острови Банкс[en] (північний захід Вануату);
- G. n. superciliaris (Mayr, 1932) — центральне Вануату.

## Поширення і екологія
Білочереві медовки живуть у вологих гірських і рівнинних тропічних лісах Вануату.